# Тогуи
Тогуи (исп. Togüí) — город и муниципалитет в центральной части Колумбии, на территории департамента Бояка. Входит в состав провинции Рикаурте.

## История
Поселение, из которого позднее вырос город, было основано в 1821 году.

## Географическое положение

Муниципалитет Тогуи

Город расположен в северо-западной части департамента, в гористой местности Восточной Кордильеры, к северу от реки Тогуи, к югу от реки Убаса, на расстоянии приблизительно 44 километров к северо-западу от города Тунха, административного центра департамента. Абсолютная высота — 2900 метров над уровнем моря.
Муниципалитет Тогуи граничит на северо-западе с территорией муниципалитета Сан-Хосе-де-Паре, на северо-востоке — с муниципалитетом Читараке, на юго-западе — с муниципалитетом Моникира, на юго-востоке — с территорией департамента Сантандер. Площадь муниципалитета составляет 118 км².

## Население
По данным Национального административного департамента статистики Колумбии, совокупная численность населения города и муниципалитета в 2015 году составляла 4966 человек.
Динамика численности населения муниципалитета по годам:
| 2005 | 2006 | 2007 | 2008 | 2009 | 2010 | 2011 | 2012 | 2013 | 2014 | 2015 |
| ---- | ---- | ---- | ---- | ---- | ---- | ---- | ---- | ---- | ---- | ---- |
| 5229 | 5209 | 5188 | 5166 | 5142 | 5116 | 5089 | 5061 | 5030 | 4999 | 4966 |

Согласно данным переписи 2005 года мужчины составляли 53 % от населения Тогуи, женщины — соответственно 47 %. В расовом отношении белые и метисы составляли 99,8 % от населения города; негры, мулаты и райсальцы — 0,2 %.
Уровень грамотности среди всего населения составлял 84,4 %.

## Экономика
Основу экономики Тогуи составляет сельское хозяйство.

42,1 % от общего числа городских и муниципальных предприятий составляют предприятия торговой сферы, 34,4 % — промышленные предприятия, 23,5 % —предприятия сферы обслуживания.